# 興部川
興部川（おこっぺがわ）は、北海道北東部のオホーツク総合振興局管内を流れオホーツク海に注ぐ二級河川である。カラフトマスの捕獲採卵河川となっており、放流事業が行われている。また、ヤマメの資源保護水面にもなっており、禁漁期間が設けられている。

## 地理
北海道オホーツク総合振興局紋別郡興部町と西興部村の境界にあるポロヌプリ岳北方に源を発し、南に流れた後、天北峠付近の西興部村内で東に転じ、ほぼ国道239号に沿って興部町内を貫流しオホーツク海に注ぐ。流域面積のうち9割が山地となっており、上流部の赤岩の滝は北海道地質百選に選定されている。

## 名称の由来
アイヌ語のオウコッペ「川尻の合流するところ」に由来し、かって当川が藻興部川と河口付近で合流していたところから名付けられたと言われている。。

## 流域の自治体
北海道
オホーツク総合振興局 - 紋別郡西興部村、興部町

## 主な支流
- 奥興部川
- 札滑川
- 澱粉の沢川
- 忍路子川
- ペンケ川
- 班渓川
- 宇津川

## 利水
- 水道用水
- 養魚用水
- 工業用水

## 主な橋梁
- 上興橋 - 国道239号
- 七江橋 - 国道239号
- 六興橋 - 国道239号
- 落合橋 - 国道239号
- 五興橋 - 国道239号
- 新興橋 - 国道239号
- 新喜興橋 - 国道239号
- 友喜橋 - 国道239号
- 山興橋 - 国道239号
- 二興橋 - 国道239号
- 興部橋 - 国道238号